# Quý tộc nhà Thanh

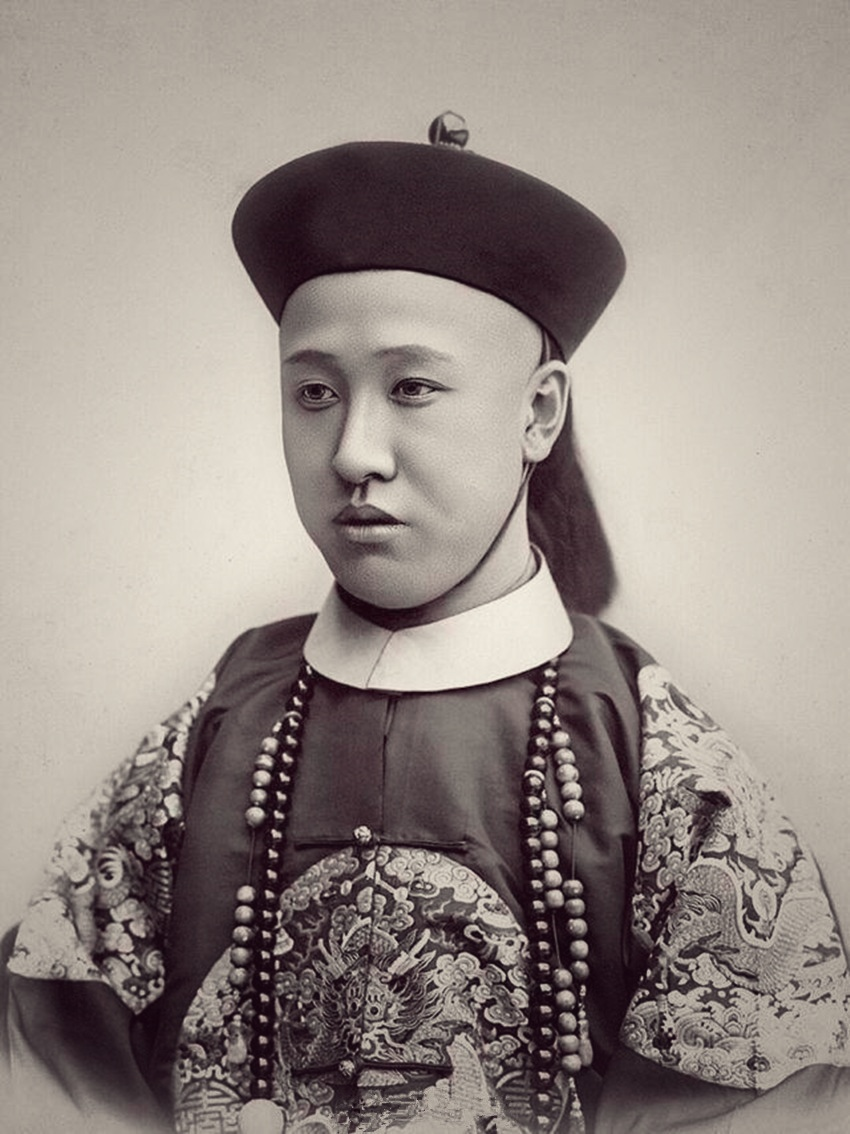
Nhiếp chính vương Tải Phong - thân sinh của Tuyên Thống Đế.

Triều đại nhà Thanh của Trung Quốc đã phát triển một hệ thống xếp hạng quý tộc rất phức tạp. Tất cả các tước hiệu đều do con trai trưởng của nhà quý tộc thừa kế, nhưng bị giáng xuống một cấp. Tuy thế, vẫn có ngoại lệ khi Hoàng đế phê chuẩn cho một tước hiệu được cha truyền con nối, và đây là một vinh dự rất lớn cho người mang tước hiệu.
Các Tông thất được phép truyền tước hiệu cho con cháu của mình mà không bị giáng cấp được gọi là các Thiết mạo tử vương.

## Hoàng tộc

### Nam nhân Hoàng tộc
Hoàng tộc nhà Thanh chia thành "Tông Thất" và "Giác La", những người có dòng máu Hoàng tộc, cụ thể là:
1. Tông Thất (宗室): những người đeo dây lưng vàng "Kim hoàng thinh đái", gọi là Hoàng đái tử (黃帶子); bao gồm các con cháu trực hệ của Hoàng đế, bắt đầu từ con cháu của Thanh Hiển Tổ Tháp Khắc Thế, tức là con cháu hoặc cháu anh em của Thanh Thái Tổ Nỗ Nhĩ Cáp Xích. Từ đó, những Hoàng tử là con cháu thế hệ trực tiếp của Hoàng đế đều mang Hoàng đái tử.
2. Giác La (觉罗): những người đeo dây lưng đỏ "Hồng thinh đái", gọi là Hồng đái tử (紅帶子) ; gồm con cháu của các anh em thúc bá của Thanh Thái Tổ Nỗ Nhĩ Cáp Xích, đây có thể xem là dòng dõi xa của Hoàng thất, tương tự chế độ Tôn Thất của Hoàng tộc nhà Nguyễn.

Tông Thất có địa vị cao hơn Giác La và có nhiều ưu đãi hơn trong việc phong tước, bổ nhiệm chức vụ. Điển hình chính là việc Giác La không thể được phân tước hiệu hoàng tộc "Nhập Bát phân công", mà đều chỉ có thể hưởng tước của quý tộc bình thường. Tước vị quý tộc Mãn Thanh cho nam giới Tông Thất, tức hậu duệ của Nỗ Nhĩ Cáp Xích hoặc hậu duệ của anh em cùng cha của Nỗ Nhĩ Cáp Xích, đều chia ra hai hạng Nhập Bát phân (入八分) và Bất nhập Bát phân (不入八分), cơ bản có 12 tước vị cùng 2 tước vị đặc thù, là tổng 14 tước vị, còn gọi Thập tứ đẳng Tước vị (十四等爵位).
| Địa vị Tông Thất thời Thanh      | Địa vị Tông Thất thời Thanh | Địa vị Tông Thất thời Thanh | Địa vị Tông Thất thời Thanh                     |
| Tên tước                         | Phồn thể                    | Giản thể                    | Mãn ngữ                                         |
| Nhập Bát phân tước vị            | Nhập Bát phân tước vị       | Nhập Bát phân tước vị       | Nhập Bát phân tước vị                           |
| -------------------------------- | --------------------------- | --------------------------- | ----------------------------------------------- |
| Hoà Thạc Thân vương              | 和碩親王                    | 和硕亲王                    | Hošo i cin wang                                 |
| Thế tử                           | 世子                        | 世子                        | šìdzǐ                                           |
| Đa La Quận vương                 | 多羅郡王                    | 多罗郡王                    | Doroi giyūn wang                                |
| Trưởng tử                        | 長子                        | 长子                        | Jangdzi                                         |
| Đa La Bối lặc                    | 多羅貝勒                    | 多罗贝勒                    | Doroi beile                                     |
| Cố Sơn Bối tử                    | 固山貝子                    | 固山贝子                    | Gvsai beise                                     |
| Phụng ân Trấn quốc công          | 奉恩鎮國公                  | 奉恩镇国公                  | Kesi-be tuwakiyara gurun-be dalire gung         |
| Phụng ân Phụ quốc công           | 奉恩輔國公                  | 奉恩辅国公                  | Kesi-be tuwakiyara Gurun-de aisilara gung       |
| Bất nhập Bát phân tước vị        |                             |                             |                                                 |
| Bất nhập Bát phân Trấn quốc công | 不入八分鎮國公              | 不入八分镇国公              | Jakūn Ubu-de Dosimbuhakū Gurun-be Dalire Gung   |
| Bất nhập Bát phân Phụ quốc công  | 不入八分輔國公              | 不入八分辅国公              | Jakūn Ubu-de Dosimbuhakū Gurun-be Aisilara Gung |
| Trấn quốc Tướng quân             | 鎮國將軍                    | 镇国将军                    | Gurun-be Dalire Janggin                         |
| Phụ quốc Tướng quân              | 輔國將軍                    | 辅国将军                    | Gurun-de Aisilara Janggin                       |
| Phụng quốc Tướng quân            | 奉國將軍                    | 奉国将军                    | Gurun-be Tuwakiyara Janggin                     |
| Phụng ân Tướng quân              | 奉恩將軍                    | 奉恩将军                    | Kesi-be Tuwakiyara Janggin                      |

Trong 14 tước vị này, thì 4 tước "Thân vương", "Quận vương", "Bối lặc" và "Bối tử" thường là phong cho Hoàng tử. Một vị Hoàng tử nhà Thanh khi đến tuổi trưởng thành sẽ căn cứ theo công trạng, sự yêu quý của Hoàng đế mà sẽ sơ phong (phong tước lần đầu) một trong 4 tước vị kể trên, nhưng cũng nhiều lúc phải sau khi Hoàng đế qua đời, Hoàng tử trở thành Hoàng đệ và được anh trai mình gia phong, như Cung Trung Thân vương Dịch Hân. Thông thường, các Hoàng tử chỉ được ban lần đầu là "Bối lặc" hoặc "Bối tử", sau đó có thành tích mới được phong Vương. Việc một Hoàng tử được phong tước Vương ngay lần phong đầu thường là con lớn hoặc do Hoàng hậu sinh ra; một số trường hợp là do Hoàng đế niệm tình sắp mất như Vinh Thuần Thân vương Vĩnh Kỳ.
Hai tước vị đặc biệt "Thế tử" và "Trưởng tử" là danh phận chính thức mà chính phủ nhà Thanh công nhận dành cho người thừa kế hợp pháp của hai tước vị "Thân vương" cùng "Quận vương". Nhưng trên thực tế, rất nhiều người thừa kế Thân vương không mang địa vị Thế tử từ trước, tương tự trường hợp Quận vương, do đó đến đời Càn Long thì hai tước vị "Thế tử" cùng "Trưởng tử" trên thực tế đều đã bị bãi bỏ.
Các tước vị trên đều là siêu phẩm tước vị (trên nhất phẩm), 4 tước vị dưới cùng theo thứ tự là Nhất phẩm đến Tứ phẩm, mỗi tước Tướng quân (trừ Phụng ân Tướng quân) đều chia ra làm 3 bậc, trong đó nếu có thêm Nhất vân Kỵ úy (一雲騎尉) lại chia ra làm một bậc riêng. Về bản chất, 3 cấp bậc chỉ khác nhau một chút ở lương hưởng.

### Nguyên tắc thừa kế
Việc kế thừa tước vị đời Thanh chính là án theo phương pháp Thế tập đệ giáng (世袭递降), có nghĩa "Thừa kế giáng vị" qua các đời. Đây là bởi vì nhà Thanh nhìn gương nhà Minh trong việc lạm tước đã phải hứng chịu gánh nặng kinh tế quá lớn. Cho nên sau khi nhập quan, trừ Thiết mạo tử vương giữ lại nguyên tước, tất cả Tông Thất thừa tước đều phải bị giáng tước qua từng đời. Tuy nhiên vì để tránh Tông Thất truyền đời cuối cùng không còn tước vị, triều đình cũng quy định giới hạn nhất định. Cụ thể thì:
- Các tước vị thuộc "Nhập Bát phân": thừa kế giảm xuống 4 lần rồi trở thành vĩnh viễn. Ví dụ như:
  - Thân vương giảm đến "Phụng ân Trấn quốc công";
  - Quận vương giảm đến "Phụng ân Phụ quốc công";
  - Đa La Bối lặc giảm đến "Bất nhập Bát phân Trấn quốc công";
  - Cố Sơn Bối tử giảm đến "Bất nhập Bát phân Phụ quốc công";
  - Phụng ân Trấn quốc công giảm đến "Nhất đẳng Trấn quốc Tướng quân";
  - Phụng ân Phụ quốc công giảm đến "Nhất đẳng Phụ quốc Tướng quân".
- Các tước vị "Bất nhập Bát phân": sẽ giảm đến Phụng ân Tướng quân, qua 3 đời thì tước Phụng ân Tướng quân sẽ bị hủy bỏ.

Lệ đời nhà Minh, con trưởng tập nguyên tước của cha, các con sẽ tập tước giảm đi một bậc; tức nếu Thân vương có 10 con trai, thì con cả sẽ tiếp tục làm Thân vương mà 9 người con khác đều là Quận vương. Nhà Thanh không theo cách này, chế định "Thế tập đệ giáng" chính là chỉ đem một người thừa tập tước của cha, mà tước đó lại còn bị giáng qua các đời. Còn những người con khác, đều phải qua bài thi khảo hạch để mưu cầu được tước vị, nhưng họ chỉ có thể được thụ phong "Bất nhập Bát phân" tước vị hữu hạn, mà không thể cầu hàng "Nhập Bát phân" vô hạn. Đây được gọi là Khảo phong (考封).
Do vấn đề thừa tước, chỉ có 1 con thừa tước sẽ khiến không ít Tông Thất không được phong tước, và họ gọi chung là Nhàn tản Tông Thất (閒散宗室). Nguyên bản, họ không có tước vị mũ áo và nhìn trông không khác gì dân thường, được đánh giá là dạng Tông Thất địa vị thấp kém, nên hay ra ngoài dân gian làm bậy, đến năm Càn Long thứ 22 (1755) đã đến hơn 700 người. Càn Long Đế vì quá mất mặt mà vào năm Càn Long thứ 47 (1782), lấy cớ "Hoàng tộc mà không có chức tước cùng áo mũ, há khác nào dân thường" mới chính thức ban quy định mũ áo cùng trợ cấp.
Nhưng dù nghe "Khảo phong" có chút công bằng và gợi mở tương lai, nhưng chế độ Khảo phong đời Thanh cũng dựa theo thân phận tước của cha và địa vị của mẹ mà mà giới hạn gay gắt, thành lập nên một "Tiêu chuẩn cơ bản" như sau:
| Tước vị thông qua Khảo phong đời Thanh | Tước vị thông qua Khảo phong đời Thanh | Tước vị thông qua Khảo phong đời Thanh | Tước vị thông qua Khảo phong đời Thanh | Tước vị thông qua Khảo phong đời Thanh |
| Tước vị của cha                        | Con của Chính thất                     | Con của Trắc thất                      | Con của Thiếp hầu                      |                                        |
| -------------------------------------- | -------------------------------------- | -------------------------------------- | -------------------------------------- | -------------------------------------- |
| Hoà Thạc Thân vương                    | Bất nhập Bát phân Trấn quốc công       | Nhị đẳng Trấn quốc Tướng quân          | Tam đẳng Phụ quốc Tướng quân           |                                        |
| Thế tử                                 | Nhất đẳng Trấn quốc Tướng quân         | Tam đẳng Trấn quốc Tướng quân          | Tam đẳng Phụng quốc Tướng quân         |                                        |
| Đa La Quận vương                       | Nhất đẳng Trấn quốc Tướng quân         | Tam đẳng Trấn quốc Tướng quân          | Tam đẳng Phụng quốc Tướng quân         |                                        |
| Trưởng tử                              | Nhị đẳng Trấn quốc Tướng quân          | Nhất đẳng Phụ quốc Tướng quân          | Phụng ân Tướng quân                    |                                        |
| Đa La Bối lặc                          | Nhị đẳng Trấn quốc Tướng quân          | Nhất đẳng Phụ quốc Tướng quân          | Phụng ân Tướng quân                    |                                        |
| Cố Sơn Bối tử                          | Tam đẳng Trấn quốc Tướng quân          | Nhị đẳng Phụ quốc Tướng quân           | Phụng ân Tướng quân                    |                                        |
| Phụng ân Trấn quốc công                | Nhất đẳng Phụ quốc Tướng quân          | Tam đẳng Phụ quốc Tướng quân           | Nhàn tản                               |                                        |
| Phụng ân Phụ quốc công                 | Nhị đẳng Phụ quốc Tướng quân           | Nhất đẳng Phụng quốc Tướng quân        | Nhàn tản                               |                                        |
| Bất nhập Bát phân Trấn quốc công       | Tam đẳng Phụ quốc Tướng quân           | Nhàn tản                               | Nhàn tản                               |                                        |
| Bất nhập Bát phân Phụ quốc công        | Tam đẳng Phụ quốc Tướng quân           | Nhàn tản                               | Nhàn tản                               |                                        |
| Trấn quốc Tướng quân                   | Tam đẳng Phụ quốc Tướng quân           | Nhàn tản                               | Nhàn tản                               |                                        |
| Phụ quốc Tướng quân                    | Tam đẳng Phụng quốc Tướng quân         | Nhàn tản                               | Nhàn tản                               |                                        |
| Phụng quốc Tướng quân                  | Phụng ân Tướng quân                    | Nhàn tản                               | Nhàn tản                               |                                        |
| Phụng ân Tướng quân                    | Nhàn tản                               | Nhàn tản                               | Nhàn tản                               |                                        |

Dù kết quả thi cử của Tông Thất tốt ra sao, đều không thể vượt qua giới hạn của bảng tiêu chuẩn này. Ngược lại, nếu kết quả thi không tốt, thì đều dựa vào bảng tiêu chuẩn này mà giáng đi tương ứng. Cụ thể mà nói, bài thi Tông Thất phải trải qua ba đề mục là Phiên dịch (翻译), Mã tiễn (马箭) cùng Bộ tiễn (步箭), mỗi đề mục có 3 mức đánh giá là "Ưu", "Bình" và "Kém". Cả 3 đề mục đều kết quả Ưu, thì người đó sẽ dựa vào bảng tiêu chuẩn có tước vị tương ứng thân phận. Hai ưu một bình, kém đi 1 bậc; một ưu hai bình và hai ưu một kém giảm 2 bậc; ba bình cùng một ưu một bình một kém thì giảm 3 bậc; mà một ưu hai kém, hai bình một kém cùng một bình hai kém thì không được cấp tước vị. Bình thường thì Tông Thất đến 20 tuổi là có tư cách xin Khảo phong, không được lần này thì đều có thể lần sau, có người đến 50 tuổi vẫn không qua được.
Một ví dụ giảng giải như sau, Tông Thất A có cha là Thân vương, cha qua đời, tước vị do anh của A kế tục, mẹ là Đích Phúc tấn. Khi tham gia khảo phong, Mã tiễn cùng Bộ tiễn hạng ưu, nhưng Phiên dịch là kém. Án theo bảng tiêu chuẩn, A là con trai của Thân vương Đích Phúc tấn, nay ra Hai ưu một kém, nên dựa theo đó sẽ giảm đi 2 bậc so với tiêu chuẩn thân phận, tức từ Bất nhập Bát phân Trấn quốc công giảm xuống thành Nhất đẳng Trấn quốc Tướng quân là 1 bậc, rồi xuống thành Nhị đẳng Trấn quốc Tướng quân tức là giảm 2 bậc theo như kết quả thi và tiêu chuẩn.

### Nữ nhân Hoàng tộc
Các tước hiệu sau được ban cho nữ nhân trong Hoàng tộc:
| Tước vị nữ quyến hoàng tộc nhà Thanh | Tước vị nữ quyến hoàng tộc nhà Thanh | Tước vị nữ quyến hoàng tộc nhà Thanh | Tước vị nữ quyến hoàng tộc nhà Thanh |
| Tên tước                             | Phồn thể                             | Giản thể                             | Mãn ngữ                              |
| ------------------------------------ | ------------------------------------ | ------------------------------------ | ------------------------------------ |
| Cố Luân Công chúa                    | 固倫公主                             | 固伦公主                             | Gurun i gungju                       |
| Hoà Thạc Công chúa                   | 和碩公主                             | 和硕公主                             | Hošo i gungju                        |
| Quận chúa                            | 郡主                                 | 郡主                                 | Hosoi i gege                         |
| Huyện chúa                           | 縣主                                 | 县主                                 | Doro i gege                          |
| Quận quân                            | 郡君                                 | 郡君                                 | Beile i jui doro i gege              |
| Huyện quân                           | 縣君                                 | 县君                                 | Gusa i gege                          |
| Hương quân                           | 鄉君                                 | 乡君                                 | Gung ni jui gege                     |

Năm Thuận Trị thứ 17 (1660), Hoàng đế đặt ra quy định phong hiệu cho con gái hoàng tộc sau khi nhập quan. Lại trong đó có một nội dung:
| “                                                        | 公主由中宫出者封固伦公主，由妃嫔出者封和硕公主。如中共抚宗室女下嫁，亦封和硕公主。亲王女封郡主，郡王女封县主，贝勒女封郡君，贝子女封县君，入八分镇国公辅国公女封乡君。 . Công chúa ở trong cung, do Hoàng hậu sinh ra gọi là Cố Luân Công chúa, do Phi sinh ra gọi là Hòa Thạc Công chúa. Tông Thất nữ từ nhỏ được nuôi trong cung, khi hạ giá cũng gọi Hòa Thạc Công chúa. Con gái Thân vương phong Quận chúa, con gái Quận vương phong Huyện chúa, con gái Bối lặc phong Quận quân, con gái Bối tử phong Huyện quân, con gái Bất nhập bát phân Trấn Quốc công cùng Phụ Quốc công tắc đều phong Hương quân. | ” |
| — Quy định và tước vị nữ quyến hoàng thất thời Thuận Trị | |   |

Nhưng là lúc này, trừ bỏ Hoàng nữ được phân chia "Đích thứ phân biệt" dựa theo phong hiệu Cố Luân Công chúa hoặc Hòa Thạc Công chúa, thì Tông nữ khi được sách phong cũng không phân chia đích-thứ, cho nên ở năm Khang Hi thứ 45 (1706), Khang Hi Đế hạ lệnh sửa đổi loại tình huống này:
| “                            | 康熙四十五年题淮：亲王以下入八分公以上侧福晋、侧室所生女，与嫡出一例授封，实为过优。嗣后，亲王侧福晋所生女，降二等，视贝勒嫡女，授为郡君。郡王侧福晋所生女，降二等，视贝子嫡女，授为县君。贝勒侧夫人所生女，降二等，视镇国公嫡女，授为乡君。至贝子镇国公辅国公侧室所生女，并无应降品级，将贝子侧夫人所生女食五品俸，镇国公辅国公侧夫人所生女食六品俸，其馀并称宗女，不授封。 . Từ Thân vương đến Bất nhập bát phân công, con gái do Trắc Phúc tấn hay Trắc thất sinh ra, cùng con gái Đích xuất đồng loạt được thụ phong, như vậy là quá ưu đãi. Về sau, con gái do Thân vương Trắc Phúc tấn sinh ra, án xuống 2 cấp, như Đích nữ của Bối lặc mà đều phong Quận quân. Con gái do Quận vương Trắc Phúc tấn sinh ra, án xuống 2 cấp, như Đích nữ của Bối tử mà thụ phong làm Huyện quân. Con gái của Bối lặc Trắc Phu nhân sinh ra, án xuống 2 cấp, như Đích nữ của Trấn Quốc công mà thụ phong làm Hương quân. Còn như con gái của Trắc thất của các Bối tử và Phụ Quốc công thì chỉ đãi bổng án mà không nên có phẩm cấp. Con gái do Trắc thất của Bối tử sinh ra án theo bậc Ngũ phẩm, riêng con gái do Trắc thất của Phụ Quốc công sinh ra đãi bổng Lục phẩm. Chỉ gọi là Tông nữ, không thụ phong. | ” |
| — Chỉ dụ năm Khang Hi thứ 45 | |   |

| Tước vị ban cho Tông nữ thời Thanh | Tước vị ban cho Tông nữ thời Thanh | Tước vị ban cho Tông nữ thời Thanh | Tước vị ban cho Tông nữ thời Thanh | Tước vị ban cho Tông nữ thời Thanh |
| Tước vị của cha                    | Con của Chính thất                 | Con của Trắc thất                  | Con của thiếp hầu                  |                                    |
| ---------------------------------- | ---------------------------------- | ---------------------------------- | ---------------------------------- | ---------------------------------- |
| Hoà Thạc Thân vương                | Quận chúa                          | Quận quân                          | Tông nữ                            |                                    |
| Đa La Quận vương                   | Huyện chúa                         | Huyện quân                         | Tông nữ                            |                                    |
| Đa La Bối lặc                      | Quận quân                          | Hương quân                         | Tông nữ                            |                                    |
| Cố Sơn Bối tử                      | Huyện quân                         | Tông nữ (Nhận bổng lộc Ngũ phẩm)   | Tông nữ                            |                                    |
| Phụng ân Trấn quốc công            | Hương quân                         | Tông nữ (Nhận bổng lộc Lục phẩm)   | Tông nữ                            |                                    |
| Phụng ân Phụ quốc công             | Hương quân                         | Tông nữ (Nhận bổng lộc Lục phẩm)   | Tông nữ                            |                                    |
| Bất nhập Bát phân Trấn quốc công   | Tông nữ                            | Tông nữ                            | Tông nữ                            |                                    |
| Bất nhập Bát phân Phụ quốc công    | Tông nữ                            | Tông nữ                            | Tông nữ                            |                                    |
| Trấn quốc Tướng quân               | Tông nữ                            | Tông nữ                            | Tông nữ                            |                                    |
| Phụ quốc Tướng quân                | Tông nữ                            | Tông nữ                            | Tông nữ                            |                                    |
| Phụng quốc Tướng quân              | Tông nữ                            | Tông nữ                            | Tông nữ                            |                                    |
| Phụng ân Tướng quân                | Tông nữ                            | Tông nữ                            | Tông nữ                            |                                    |

Không giống với chế độ "Khảo phong" từ năm 20 tuổi dành cho nam giới, tước vị dành cho các Tông nữ, ngoại trừ Công chúa, cơ bản đều được phong vào thời điểm xuất giá, nếu như 16 tuổi gả chồng thì 16 tuổi được phong, nếu 40 tuổi gả chồng thì 40 tuổi được phong. Công chúa thông thường cũng như vậy, tuy nhiên vẫn có ngoại lệ được phong sớm (như Cố Luân Hòa Kính Công chúa). Tước vị của Tông nữ một khi đã được phong thì không vì tước vị và thân phận của cha mẹ mà thay đổi. Như con gái của Quận vương được phong Huyện chúa rồi xuất giá, cho dù sau này cha có được thăng Thân vương thì vị này cũng không được tấn phong Quận chúa. Hơn nữa, việc hôn phối của Tông nữ cũng có nhưng quy định nhất định. Những vị Tông nữ thuộc "Cận phái Tông chi" - tức từ hậu duệ của những Tông thất cùng ông nội với Đương kim Hoàng đế - thì chuyện hôn phối của họ bình thường đều do Hoàng đế quyết định và chỉ hôn. Những nhánh "Cận chi" xa hơn hay "Viễn chi" đều được tự do hôn phối, cũng có trường hợp được Hoàng đế đặc biệt chỉ hôn.
Từ triều Càn Long, trừ con gái của Thân vương và Quận vương đều được phong theo lệ cũ, còn lại con gái của Bối lặc trở xuống đều chỉ có một con gái của Chính thất được phong theo lệ, còn lại những con gái của Chính thất khác đều theo lệ của con gái Trắc thất mà phong, con gái của Trắc thất lại áng theo lệ của con gái Thiếp hầu (tức không được phong). Vì vậy, Nữ nhân Hoàng tộc thời Thanh có được tước vị chiếm tỉ lệ rất thấp, nếu Nam giới có tước vị chiếm 6% thì Nữ giới chỉ chiếm được 3% trong tổng số. Từ Quận chúa đến Hương quân đều gọi một cách chính thức là Tông nữ (宗女), không phong tước chỉ có thể được gọi là "Cách cách" như một dạng nhã xưng.
Chồng của Cố Luân Công chúa đến Hương quân đều được gọi là Ngạch phò (giản thể: 额驸; phồn thể: 額駙; bính âm: Éfù), tương đương Phò mã triều trước, có phẩm hàm tuỳ theo tước vị của vợ họ, như chồng của Cố Luân Công chúa được gọi là Cố Luân Ngạch phò (固伦额驸), chồng của Hòa Thạc Công chúa gọi là Hòa Thạc Ngạch phò (和硕额驸), riêng chồng của Quận chúa trở xuống đều phải nói rõ ra là "Quận chúa Ngạch phò" để rạch ròi.
| Ngạch phò triều Thanh | Ngạch phò triều Thanh                    | Ngạch phò triều Thanh                         |
| Tước vị               | Danh xưng đặc biệt                       | Phẩm cấp của Ngạch phò (Phẩm cấp tương đương) |
| --------------------- | ---------------------------------------- | --------------------------------------------- |
| Cố Luân Công chúa     |                                          | Cố Luân Ngạch phò (Bối tử)                    |
| Hoà Thạc Công chúa    |                                          | Hòa Thạc Ngạch phò (Siêu phẩm Công)           |
| Quận chúa             | Hòa Thạc Cách cách, Thân vương Cách cách | Quận chúa Ngạch phò (Quan Võ nhất phẩm)       |
| Huyện chúa            | Đa La Cách cách, Quận vương Cách cách    | Huyện chúa Ngạch phò (Quan Võ nhị phẩm）      |
| Quận quân             | Đa La Cách cách, Bối lặc Cách cách       | Quận quân Ngạch phò (Quan Võ tam phẩm)        |
| Huyện quân            | Cố Sơn Cách cách, Bối tử Cách cách       | Huyện quân Ngạch phò (Quan Võ tứ phẩm)        |
| Hương quân            | Công cách cách                           | Hương quân Ngạch phò (Quan Võ ngũ phẩm)       |

Năm Đạo Quang thứ 24 (1844), quy định rằng về sau khi xưng hô Công chúa, phong hiệu viết ở đằng trước, mà "Cố Luân" cùng "Hòa Thạc" đều viết ở sau và chỉ ngay trước hai chữ Công chúa, tức [Mỗ mỗ Cố Luân Công chúa; 某某固伦公主] và [Mỗ mỗ Hòa Thạc Công chúa; 某某和硕公主].

### Lương bổng
Căn cứ theo Khâm định Đại Thanh hội điển sự lệ, lương bổng của các tước vị trên như sau, đều là theo năm:
| Hòa Thạc Thân vương                                 | 10.000 lượng | 10.000 hộc |
| Thế tử                                              | 6.000 lượng  | 6.000 hộc  |
| Đa La Quận vương                                    | 5.000 lượng  | 5.000 hộc  |
| Trưởng tử                                           | 3.000 lượng  | 3.000 hộc  |
| Đa La Bối lặc                                       | 2.500 lượng  | 2.500 hộc  |
| Cố Sơn Bối tử                                       | 1.300 lượng  | 1.300 hộc  |
| Phụng ân Trấn quốc công                             | 700 lượng    | 700 hộc    |
| Phụng ân Phụ quốc công                              | 500 lượng    | 500 hộc    |
| Nhất đẳng Trấn quốc Tướng quân                      | 410 lượng    | 410 hộc    |
| Nhị đẳng Trấn quốc Tướng quân                       | 385 lượng    | 385 hộc    |
| Tam đẳng Trấn quốc Tướng quân                       | 360 lượng    | 360 hộc    |
| Nhất đẳng Phụ quốc Tướng quân kiêm Nhất vân Kỵ úy   | 335 lượng    | 335 hộc    |
| Nhất đẳng Phụ quốc Tướng quân                       | 310 lượng    | 310 hộc    |
| Nhị đẳng Phụ quốc Tướng quân                        | 285 lượng    | 285 hộc    |
| Tam đẳng Phụ quốc Tướng quân                        | 260 lượng    | 260 hộc    |
| Nhất đẳng Phụng quốc Tướng quân kiêm Nhất vân Kỵ úy | 235 lượng    | 235 hộc    |
| Nhất đẳng Phụng quốc Tướng quân                     | 210 lượng    | 210 hộc    |
| Nhị đẳng Phụng quốc Tướng quân                      | 185 lượng    | 185 hộc    |
| Tam đẳng Phụng quốc Tướng quân                      | 160 lượng    | 160 hộc    |
| Phụng ân Tướng quân kiêm Nhất vân Kỵ úy             | 135 lượng    | 135 hộc    |
| Phụng ân Tướng quân                                 | 110 lượng    | 110 hộc    |

Về lương bổng phụ nữ Hoàng tộc đời Thanh thì tương đối đơn giản hơn, chia ra hai dạng là gả ở kinh sư và gả đi ngoại phiên (tức gả đi lấy các Vương công thuộc về Mông Cổ Minh kỳ). Khi gả trong kinh sư, Cố Luân Công chúa mỗi năm lãnh 400 lượng bạc, Hòa Thạc Công chúa là 300 lượng bạc, lại còn ban thêm số hộc gạo tương ứng. Khi gả xa, Cố Luân Công chúa tăng lên 1000 lượng bạc, Hòa Thạc Công chúa là 400 lượng bạc, đổi gạo thành lụa là gấm vóc. Nhìn chung nếu lấy "Cố Luân Công chúa" là lớn nhất, thì lương bổng các Tông nữ khác đều thấp hơn rất nhiều trung bình Tông Thất nam giới. Những Tông nữ không được phong, không có bổng lộc, trong một số tình huống đặc thù có thể xin trợ cấp như quả phụ hoặc mồ côi, một tháng được 2 lượng, một năm được 24 lượng bạc.
| Cố Luân Công chúa  | 400 lượng bạc, 400 hộc gạo | 1000 lượng bạc, 30 tấm gấm vóc |
| Hòa Thạc Công chúa | 300 lượng bạc, 300 hộc gạo | 400 lượng bạc, 15 tấm gấm vóc  |
| Quận chúa          | 160 lượng bạc, 160 hộc gạo | Bổng như cũ, 12 tấm gấm vóc    |
| Huyện chúa         | 110 lượng bạc, 110 hộc gạo | Bổng như cũ, 10 tấm gấm vóc    |
| Quận quân          | 60 lượng bạc, 60 hộc gạo   | Bổng như cũ, 8 tấm gấm vóc     |
| Huyện quân         | 50 lượng bạc, 50 hộc gạo   | Bổng như cũ, 6 tấm gấm vóc     |
| Hương quân         | 40 lượng bạc, 40 hộc gạo   | Bổng như cũ, 5 tấm gấm vóc     |

Ngạch phò tuy cũng có lương bổng, nhưng đều chưa đến 500 lượng bạc. Từ năm Càn Long thứ 36 (1771), Ngạch phò của những Tông nữ thuộc hậu duệ của Thuận Trị Đế trở về sau mới có bổng lộc, còn những Ngạch phò của Tông nữ thuộc những chi hệ khác thì chỉ có tước vị mà không có bổng lộc. Tương tự với việc "Nội mệnh phụ" là tước vị thuộc về nhà chồng thì "Ngạch phò" cũng là tước vị thuộc về Tông nữ và Hoàng thất. Sau khi Tông nữ qua đời, nếu Ngạch phò không cưới vợ kế thì có thể giữ lại tước vị, một khi đã tái giá thì mọi tước vị và đãi ngộ đều lập tức hủy bỏ.
| Bổng lộc Ngạch phò nhà Thanh | Bổng lộc Ngạch phò nhà Thanh | Bổng lộc Ngạch phò nhà Thanh | Bổng lộc Ngạch phò nhà Thanh | Bổng lộc Ngạch phò nhà Thanh |
| Tước vị Hoàng nữ và Tông nữ  | Phong hiệu của Ngạch phò     | Phẩm cấp của Ngạch phò       | Bổng lộc của Ngạch phò       |                              |
| ---------------------------- | ---------------------------- | ---------------------------- | ---------------------------- | ---------------------------- |
| Cố Luân Công chúa            | Cố Luân Ngạch phò            | Bối tử                       | 300 lượng                    |                              |
| Hòa Thạc Công chúa           | Hòa Thạc Ngạch phò           | Siêu phẩm Công               | 250 lượng                    |                              |
| Quận chúa                    | Quận chúa Ngạch phò          | Quan Võ nhất phẩm            | 100 lượng                    |                              |
| Huyện chúa                   | Huyện chúa Ngạch phò         | Quan Võ nhị phẩm             | 60 lượng                     |                              |
| Quận quân                    | Quận quân Ngạch phò          | Quan Võ tam phẩm             | 50 lượng                     |                              |
| Huyện quân                   | Huyện quân Ngạch phò         | Quan Võ tứ phẩm              | 40 lượng                     |                              |
| Hương quân                   | Hương quân Ngạch phò         | Quan Võ ngũ phẩm             | Không có                     |                              |

## Quý tộc

### Quan viên nam giới
Có 9 bậc quý tộc được ban thưởng tuỳ theo lòng dũng cảm, thành tích hoặc sự xuất chúng. Trừ hai bậc cuối cùng, tất cả các bậc còn lại đều được chia thành nhiều cấp khác nhau.
- Dân công (tiếng Trung: 民公; bính âm: Mín Gōng) thường được gọi tắt là Công. Tước "Công" được ban cho người Bát Kỳ không phải hoàng tộc, còn tước "Quốc công" chỉ dành cho thành viên hoàng tộc. Chia làm 3 đẳng, vị siêu phẩm;
- Hầu (tiếng Trung: 侯; bính âm: Hóu), chia làm 3 đẳng, kiêm Nhất vân Kỵ úy (一雲騎尉) là đẳng riêng, vị siêu phẩm;
- Bá (tiếng Trung: 伯; bính âm: Bó), chia làm 3 đẳng, kiêm Nhất vân Kỵ úy (一雲騎尉) là đẳng riêng, vị siêu phẩm;
- Tử (tiếng Trung: 子; bính âm: Zǐ), chia làm 3 đẳng, kiêm Nhất vân Kỵ úy (一雲騎尉) là đẳng riêng, vị Chính nhất phẩm;
- Nam (tiếng Trung: 男; bính âm: Nán), chia làm 3 đẳng, kiêm Nhất vân Kỵ úy (一雲騎尉) là đẳng riêng, vị Chính nhị phẩm;
- Khinh xa đô uý (giản thể: 轻车都尉; phồn thể: 輕車都尉; bính âm: Qīngchē Dūwèi), chia làm 3 đẳng, kiêm Nhất vân Kỵ úy (一雲騎尉) là đẳng riêng, vị Chính tam phẩm;
- Kị đô uý (giản thể: 骑都尉; phồn thể: 騎都尉; bính âm: Qí Dūwèi), phân làm Kị đô úy kiêm Nhất vân Kỵ úy và Kị đô úy, vị Chính tứ phẩm;
- Vân kị uý (giản thể: 云骑尉; phồn thể: 雲騎尉; bính âm: Yún Qíwèi), vị Chính ngũ phẩm;
- Ân kị uý (giản thể: 恩骑尉; phồn thể: 恩騎尉; bính âm: Ēn Qíwèi) thường không ban thưởng bởi công lao mà được ban cho con trai thừa kế của Vân kị úy khi Vân kị úy qua đời, vị Chính thất phẩm;

Các tước vị quý tộc thường ban cho quan võ nhiều hơn là quan văn. Trong lịch sử nhà Thanh, quan văn có tước vị cao nhất là Tăng Quốc Phiên chỉ là "Nhất đẳng Hầu tước". Ngoài ra, các quý tộc đôi khi cũng được ban chế độ gọi là Thế tập võng thế (世襲罔替), tức là tước vị đó truyền đời mà không bị giáng tước. Những ngoại thích khi gia ân tước, đều có thành tố [Thừa Ân; 承恩] vào đằng trước tước hiệu, như "Thừa Ân công" hay "Thừa Ân hầu", lại cũng tùy vào ân sủng mà gia cho Nhất đẳng hay Tam đẳng. Theo mặc định, các tước vị "Thừa Ân công" đều là thế tập truyền đời.
Căn cứ Khâm định Đại Thanh hội điển sự lệ, lương bổng các tước theo năm như sau:
1. Nhất đẳng Công: 700 lượng bạc;
2. Nhị đẳng Công: 685 lượng bạc;
3. Tam đẳng Công: 660 lượng bạc;
4. Nhất đẳng Hầu kiêm Nhất vân Kỵ úy: 635 lượng bạc;
5. Nhất đẳng Hầu: 610 lượng bạc;
6. Nhị đẳng Hầu: 585 lượng bạc;
7. Tam đẳng Hầu: 560 lượng bạc;
8. Nhất đẳng Bá kiêm Nhất vân Kỵ úy: 535 lượng bạc;
9. Nhất đẳng Bá: 510 lượng bạc;
10. Nhị đẳng Bá: 485 lượng bạc;
11. Tam đẳng Bá: 460 lượng bạc;
12. Nhất đẳng Tử kiêm Nhất vân Kỵ úy: 435 lượng bạc;
13. Nhất đẳng Tử: 410 lượng bạc;
14. Nhị đẳng Tử: 385 lượng bạc;
15. Tam đẳng Tử: 360 lượng bạc;
16. Nhất đẳng Nam kiêm Nhất vân Kỵ úy: 335 lượng bạc;
17. Nhất đẳng Nam: 310 lượng bạc;
18. Nhị đẳng Nam: 285 lượng bạc;
19. Tam đẳng Nam: 260 lượng bạc;
20. Nhất đẳng Khinh xa Đô úy kiêm Nhất vân Kỵ úy: 235 lượng bạc;
21. Nhất đẳng Khinh xa Đô úy: 210 lượng bạc;
22. Nhị đẳng Khinh xa Đô úy: 185 lượng bạc;
23. Tam đẳng Khinh xa Đô úy: 160 lượng bạc;
24. Kị đô úy kiêm Nhất vân Kỵ úy: 135 lượng bạc;
25. Kị đô úy: 110 lượng bạc;
26. Vân kị úy: 85 lượng bạc;
27. Ân kị úy: 60 lượng bạc;

Ngoài ra, còn có các tước không liệt phẩm, lương bổng gồm:
1. Nhàn tản Công (閑散公): 255 lượng bạc;
2. Nhàn tản Hầu (閑散侯): 230 lượng bạc;
3. Bá phẩm cấp thế chức (伯品級世職): 205 lượng bạc;
4. Tử phẩm cấp thế chức (子品級世職): 180 lượng bạc;
5. Nam phẩm cấp thế chức (男品級世職): 155 lượng bạc;
6. Khinh xa đô úy phẩm cấp thế chức (輕車都尉品級世職): 130 lượng bạc;
7. Kị đô úy phẩm cấp thế chức (騎都尉品級世職): 105 lượng bạc;
8. Vân kị úy phẩm cấp thế chức (雲騎尉品級世職): 80 lượng bạc;

### Những tước vị khác
Mông Cổ Minh kỳ thế tước
1. Thân vương (親王);
2. Quận vương (郡王);
3. Bối lặc (貝勒);
4. Bối tử (貝子);
5. Trấn quốc công (鎮國公);
6. Phụ quốc công (輔國公);
7. Trát Tát Khắc Đài cát (札薩剋颱吉);
8. Nhất đẳng Đài cát (一等颱吉);
9. Nhị đẳng Đài cát (二等颱吉);
10. Tam đẳng Đài cát (三等颱吉);
11. Tứ đẳng Đài cát (四等颱吉);

Công thần thế tước
1. Diễn Thánh công (衍聖公): tước vị dành cho hậu duệ của Khổng Tử, nhánh ở Khúc Phụ.
2. Hải Trừng công (海澄公): tước vị dành cho Trịnh Khắc Sảng và con cháu.
3. Nhất đẳng Trung Dũng công (一等忠勇公): tước vị cho Phó Hằng và hậu duệ.
4. Nhất đẳng Trung Tương công (一等忠襄公): tước vị cho Hòa Thân và hậu duệ. Bị Gia Khánh Đế giải trừ.
5. Nhất đẳng Nghị Dũng hầu (一等毅勇侯): tước vị dành cho Tăng Quốc Phiên và con cháu.
6. Nhị đẳng Khác Tĩnh hầu (二等恪靖侯): tước vị dành cho Tả Tông Đường và con cháu.
7. Nhất đẳng Túc Nghị hầu (一等肅毅候): tước vị dành cho Lý Hồng Chương và con cháu.
8. Tĩnh Hải hầu (靖海侯): tước vị dành cho Thi Lang và con cháu.
9. Diễn Ân hầu (延恩侯): tước vị dành cho người đứng đầu của dòng họ Chu thị, hoàng tộc nhà Minh.
10. Trung Thành bá (忠誠伯): tước vị dành cho Phùng Tích Phạm và con cháu.
11. Chiêu Tín bá (昭信伯): tước vị dành cho Lý Thị Nghiêu (李侍堯), hậu duệ của Lý Vĩnh Phương (李永芳).
12. Thế tập Quả Cảm huyện lệnh (世襲果敢縣令): dành cho Dương Quốc Hoa (楊國華) và con cháu.

### Ngoại mệnh phụ
Thê thất của quan viên triều Thanh cũng theo hạng ngạch của chồng mà được triều đình cân nhắc phong tặng, họ được gọi là Mệnh phụ hay Ngoại mệnh phụ (外命婦).
Thời Thanh cơ bản noi theo cách cũ của đời Minh, dùng [Cáo mệnh; 诰命] và [Cáo sắc; 诰敕] làm cơ sở. Đời Thanh quy định, phàm là quan viên triều đình, khi đạt được chức quan thì cũng có đãi ngộ hạng ngạch tương ứng. Xuất phát từ ưu đãi mà suy xét, quan viên có thể thông qua “Đàm ân cáo sắc” (覃恩诰敕) để có thể xin ban ân cho thành viên trong gia đình mình. Căn cứ triều đình quan viên phẩm cấp bất đồng, phạm vi “Đàm ân cáo sắc” cùng hình thức cũng bất đồng.
Chúng ta có:
- Quan viên từ Nhất phẩm đến Ngũ phẩm xưng là “Cáo mệnh”. Theo đó, trừ việc có thể thỉnh phong cho Thê tử, quan viên Nhất phẩm có thể được truy phong cho 3 đời (ông cố, ông nội và cha), Nhị phẩm cùng Tam phẩm được truy phong 2 đời (ông nội và cha) và Tứ phẩm cùng Ngũ phẩm chỉ được truy 1 đời.
- Quan viên từ Lục phẩm đến Cửu phẩm xưng là “Sắc mệnh". Trong đó Bát phẩm cùng Cửu phẩm không có quyền xin cho Thê tử và gia đình, chỉ có thể hưởng đãi ngộ cho chính mình. Còn Lục phẩm và Thất phẩm ngoài xin được gia phong cho Thê tử, còn có thể xin truy phong cho cha mẹ.

Về nội dung phong tặng, nam giới cùng nữ giới bất đồng. Nam giới được truy phong, bất luận từng nhậm chức gì, có nhậm hay không, khi truy phong đều gọi “Tản quan” ứng vào thứ bậc của người được ân phong tặng, chia làm hai ban văn-võ. Còn nữ giới chỉ có một hình thức hạng ngạch Mệnh phụ chung. Lấy ví dụ mà nói, vị quan A được thăng làm quan hàm Nhất phẩm, liền có được đãi ngộ phong tặng 3 đời. Thế là ông cố, ông nội cùng cha của vị quan A, tất cả đều phong tặng chức quan hàm Nhất phẩm; còn bà cố, bà nội, mẹ cả cùng vợ cả của vị A này, đều là “Nhất phẩm Cáo mệnh phu nhân” theo quy định. Vào đời Thanh, trừ bỏ những người được gả vào hoàng gia và có được tước vị tương ứng, thì Thê thất quan viên đều phải trải qua “Đàm ân cáo sắc” này mới có được tước hiệu. Nói cho cùng, phụ nữ thời kỳ quân chủ xưa có được vinh quang đều do chồng hoặc con cái mình mang lại, do đó để đánh giá người ấy có được địa vị thế nào người ta đều sẽ xem địa vị của chồng trước.
Tổng quan các mệnh phụ triều Thanh, dựa theo:
| Thân vương và Quận vương                                  | Phúc tấn (福晋)                                              |
| Bối lặc, Bối tử, Trấn Quốc công, Phụ Quốc công            | Phu nhân (夫人)                                              |
| Công tước                                                 | Công thê Nhất phẩm Phu nhân (公妻一品夫人)                   |
| Hầu tước                                                  | Hầu thê Nhất phẩm Phu nhân (侯妻一品夫人)                    |
| Bá tước                                                   | Bá thê Nhất phẩm Phu nhân (伯妻一品夫人)                     |
| Quan viên Nhất phẩm, Trấn Quốc tướng quân, Tử tước        | Nhất phẩm Phu nhân (一品夫人)                                |
| Quan viên Nhị phẩm, Phụ Quốc tướng quân, Nam tước         | Nhị phẩm Phu nhân (二品夫人)                                 |
| Quan viên Tam phẩm, Phụng Quốc tướng quân, Khinh xa Đô úy | Tam phẩm Thục nhân (三品淑人)                                |
| Quan viên Tứ phẩm, Phụng Ân tướng quân, Kỵ đô úy          | Tứ phẩm Cung nhân (四品恭人)                                 |
| Quan viên Ngũ phẩm, Vân kỵ úy                             | Ngũ phẩm Nghi nhân (五品宜人)                                |
| Quan viên Lục phẩm                                        | Lục phẩm An nhân (六品安人)                                  |
| Quan viên Thất phẩm, Ân kỵ úy                             | Thất phẩm Nhụ nhân (七品孺人)                                |
| Dưới Bát phẩm                                             | Bát phẩm Nhụ nhân (八品孺人) và Cửu phẩm Nhụ nhân (九品孺人) |

Một số quy định gia phong Ngoại mệnh phụ triều Thanh:
- Đời Thanh quy định, khi trong nhà có trên 1 người được quan vị và được ân phong, thì dựa vào ai có phẩm vị cao nhất để tiến hành phong tặng. Ví dụ như trong nhà của cặp vợ chồng già kia cùng lúc 2 người con được phong chức quan, một người quan Ngũ phẩm, một quan Nhị phẩm, thì đôi vợ chồng già kia sẽ được án theo chức quan Nhị phẩm mà phong tặng.
- Năm Thuận Trị thứ 9, quan viên bị tội liền tước bỏ phong tặng.
- Năm Thuận Trị thứ 9 cũng quy định, nếu một phụ nữ do có chồng hoặc con đạt được chức quan mà thụ phong tặng, thì người phụ nữ ấy không có quyền tái giá. Nếu tái giá, toàn bộ phong tặng đều bãi bỏ. Nói cách khác, “Cáo mệnh” cùng “Cáo sắc” đều là tài sản của nhà chồng, người phụ nữ một khi tái giá thì không được mang đi.
- Năm Thuận Trị thứ 10, quy định phụ nữ nào đã tái giá, hoặc xuất thân ca kỹ, hoặc tỳ thiếp đê hèn, đều không được phong tặng.
- Năm Thuận Trị thứ 16, quy định quan viên nào là Quá kế (過繼) thừa tự[8], thì phong tặng Kế phụ và Kế mẫu trước. Sau khi Kế phụ và Kế mẫu đều có phong tặng thì mới ân phong cha mẹ ruột.
- Năm Khang Hi thứ 8, quy định Tam mẫu (tức là Đích mẫu, Kế mẫu và Sinh mẫu) không thể cùng nhau tấn phong, hơn nữa thứ tự cũng trước sau theo trình tự. Bên cạnh đó, quan viên khi phong tặng cho thê thất trong nhà chỉ có thể phong tặng người “Chính thất”, nếu vợ đầu "Nguyên phối" của quan viên đã qua đời và quan viên đã có "Kế thất", thì cho phép phong tặng cùng lúc nguyên phối và kế thất.
- Năm Ung Chính thứ 3, sửa lại quy định năm Khang Hi thứ 8, cho phép phong tặng mẹ cả, mẹ kế cùng mẹ đẻ trong cùng một đợt. Như vậy, thiếp thất của quan viên cũng được dự vào khả năng ân phong, song không thể từ chồng mà là từ con cháu.